# 고스트 오브 걸프렌즈 패스트
《고스트 오브 걸프렌즈 패스트》(영어: Ghosts of Girlfriends Past)는 2009년에 공개된 미국의 로맨틱 코미디 영화이다. 찰스 디킨스의 중편 소설 "크리스마스 캐럴"(1843)을 바탕으로 하였다. 마크 워터스가 연출을 맡고, 존 루커스와 스콧 무어가 각본을 썼다. 매슈 매코너헤이, 제니퍼 가너, 브레킨 마이어, 레이시 셔베어, 마이클 더글러스 등이 출연하였다.
촬영은 매사추세츠주에서 2008년 2월 19일부터 시작해 2008년 7월 종료되었다.  2009년 5월 1일 미국 전역에 개봉되었다.

## 줄거리
바람둥이인 유명 사진작가 코너는 동생 폴의 결혼식에 참석하기 위해 돌아가신 삼촌 웨인의 저택을 방문한다. 그곳에서 코너는 평생 유일하게 마음을 뺏겼던 여자인 제니와 재회한다.
그날 저녁 코너에게 픽업 아티스트 기술을 가르쳤던 난봉꾼 웨인의 유령이 나타난다. 웨인 유령은 마음의 문을 닫고 살아온 코너가 강제로 생생한 감정을 느끼게 만들어줄 세 유령이 나타날 거라고 예고한다.
코너는 헛것을 봤다고 치부하지만, 곧 코너의 과거, 현재, 미래의 연애와 삶을 상징하는 세 유령이 나타난다.

## 출연
- 매슈 매코너헤이 - 코너 "더치" 미드 역. 에비니저 스크루지에 해당된다.
  - 로건 밀러 - 코너 아역
- 제니퍼 가너 - 제니 퍼로티 역. 스크루지의 전 약혼자 벨에 해당된다.
  - 크리스타 B. 앨런 - 제니 아역

- 마이클 더글러스 - 웨인 S. 미드 역. 삼촌. 후견인. 스크루지의 동업자 제이컵 말리에 해당된다.
- 브레킨 마이어 - 폴 미드 역. 코너의 남동생. 스크루지의 조카 프레드에 해당된다.
- 레이시 셔베어 - 샌드라 볼컴 역. 폴의 약혼자.
- 로버트 포스터 - 머비스 볼컴 원사 역
- 대니얼 순자타 - 브래드 프라이 역
- 에마 스톤 - 앨리슨 밴더미어시 역
- 노린 더울프 - 멜러니 역. 조수. 밥 크래칫에 해당된다.
- 앤 아처 - 본다 볼컴 역
- 어맨다 월시 - 데니스 역
- 커밀 구아티 - 도나 역
- 레이철 보스턴 - 디나 역
- 크리스티나 밀리안 - 칼리아 역
- 노아 티슈비

## 기타 제작진
- 총괄 제작: 토비 에머릭
- 배역: 마시 리로프, 제럴린 플러드
- 미술: 케리 화이트
- 세트: 바버라 하버렉트
- 의상: 데니즈 윈게이트

## 사운드트랙
1. "Ghosts of Girlfriends Past" - 올 투 머치 feat. 매슈 스위트
2. "Hush" - 개빈 로즈데일과 올 투 머치
3. "Got a Lot of Love for You Baby" - 더 랠프 솔 익스피리언스
4. "Keep on Loving You" - REO 스피드왜건
5. "You Can't Hurry Love" - 더 랠프 솔 익스피리언스
6. "Ladies' Night" - 쿨 & 더 갱
7. "The Safety Dance" - 멘 위다웃 해츠
8. "Yeah (Dream of Me)" - 올 투 머치
9. "Holding Back the Years" - 심플리 레드
10. "Sleep" - 올 투 머치